# Or HaNer

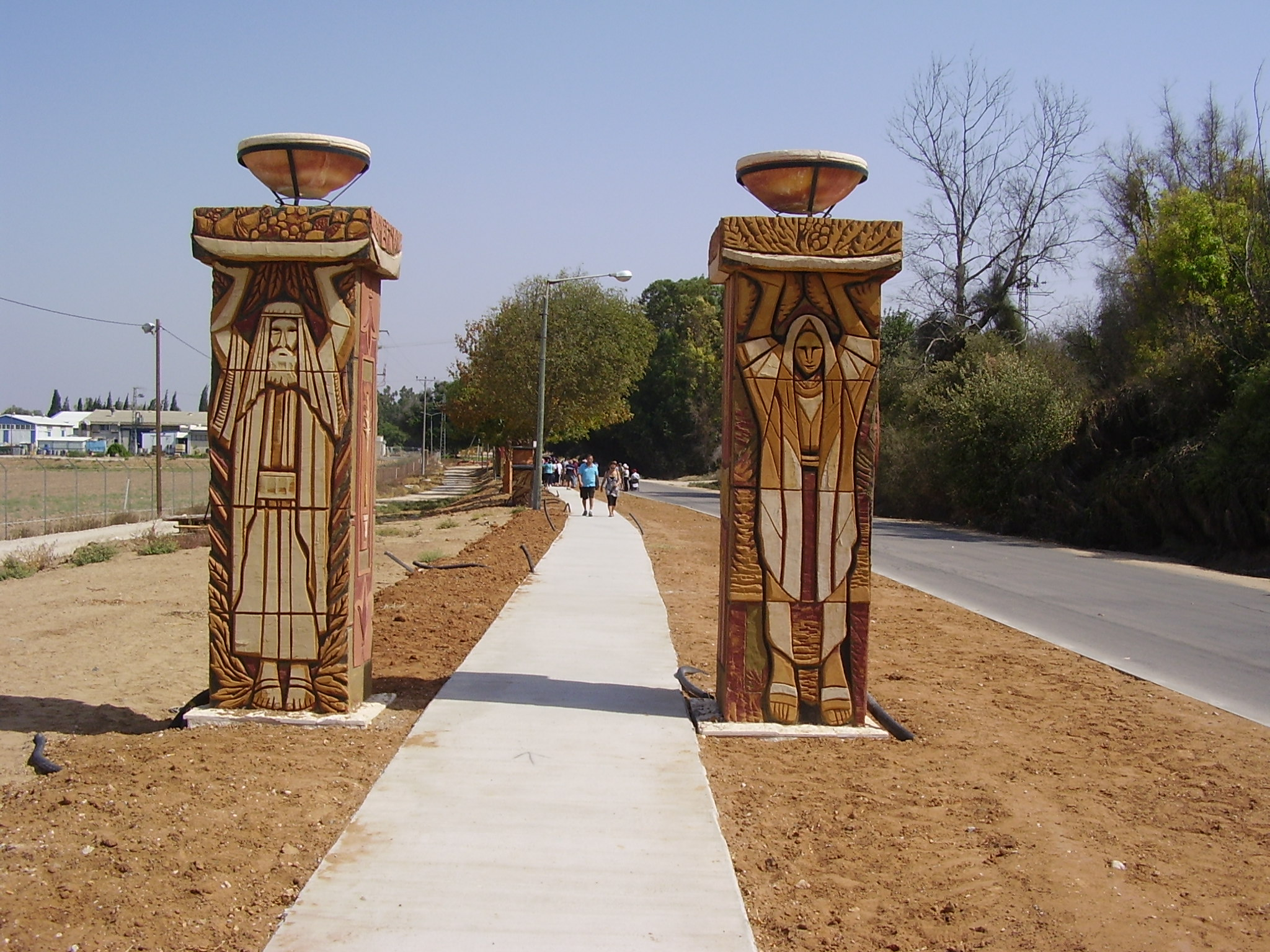
Kibboutz Or HaNer : entrée de l'Avenue des Sept Espèces

Or HaNer (אוֹר הַנֵּר, « Lumière de la Chandelle ») est un kibboutz situé dans le sud d'Israël, à 6 km au nord de Sdérot et à proximité de la Bande de Gaza. Il dépend de la juridiction du Conseil Régional Sha'ar HaNegev.
Le village fut établi en 1955-57 autour d'une ferme appartenant à la société Yitzur UFitu'ah. Les fondateurs en étaient des « gar'in » appartenant aux mouvements Gordoniya, Dror et HeHalutz, la plupart d'entre eux en provenance d'Argentine et du Chili. Un grand nombre d'entre eux arrivèrent à l'origine du kibboutz Giv'ot Zaid.
Le village se trouve sur les terres d'un village arabe palestinien dépeuplé, Najd, au nord-est.
En 2008, sa population était de 476 personnes.